# ニュー・ベスト -鳩-
『ニュー・ベスト -鳩-』（ニュー・ベスト はと）は、小柳ルミ子のベスト・アルバム。1998年5月21日にゼティマから発売された。

## 解説
- CD帯『シングル『鳩』、デュエット曲『夜明けの伝言』をメインに、大ヒット曲『瀬戸の花嫁』『お久しぶりね』『わたしの城下町』を含む___全15曲収録。』
- アルバムタイトルにある『-鳩-』は1996年に発売されたシングル『鳩』（作詞:荒木とよひさ、作曲:三木たかし、編曲:若草恵）を意味する。
- 収録されている1970年代〜1980年代の楽曲は発売元はワーナーブラザーズ・パイオニアとSMS Recordsだが、オリジナル音源が収録されている。

## 収録曲
1. 鳩
  - 作詞・荒木とよひさ、作曲・三木たかし、編曲・若草恵
  - 48枚目のシングル。
2. 流されて（デュエットwith 高山厳）
  - 作詞・山上路夫、作曲・杉本真人、編曲・宮崎慎二
3. 満たされて ときめいて
  - 作詞・たきのえいじ、作曲・杉本真人、編曲・宮崎慎二
  - 25周年記念アルバム『小柳ルミ子 / ベスト・セレクション』より。
4. 夢の行方
  - 作詞・三浦徳子、作曲・伊藤薫、編曲・若草恵
  - 25周年記念アルバム『小柳ルミ子 / ベスト・セレクション』より。
5. 夜明けの伝言
  - 作詞・荒木とよひさ、作曲・都志見隆、編曲・若草恵
  - 25周年記念アルバム『小柳ルミ子 / ベスト・セレクション』より。
6. 涙が迎えに来てるから
  - 作詞・荒木とよひさ、作曲・三木たかし、編曲・若草恵
  - 47枚目のシングル。
7. 真夏の嵐
  - 作詞・RUMIKO、作曲・平尾昌晃、編曲・船山基紀
  - 25周年記念アルバム『小柳ルミ子 / ベスト・セレクション』より。
8. お久しぶりね
  - 作詞、作曲・杉本真人、編曲・梅垣達志
  - 37枚目のシングル。
9. お祭りの夜
  - 作詞・安井かずみ、作曲・平尾昌晃、編曲・森岡賢一郎
10. 桜前線
  - 作詞・麻生香太郎、作曲・徳久広司、編曲・馬飼野俊一
  - 17枚目のシングル。
11. 瀬戸の花嫁
  - 作詞・山上路夫、作曲・平尾昌晃、編曲・森岡賢一郎
  - 4枚目のシングル。
12. 螢火
  - 作詞・門谷憲二、作曲・出門英、編曲・川上了
  - 31枚目のシングル。
13. 来夢来人
  - 作詞・岡田冨美子、作曲・筒美京平、編曲・萩田光雄
  - 30枚目のシングル。
14. 雨…
  - 作詞、作曲・中島みゆき、編曲・萩田光雄
  - 27枚目のシングル。
15. わたしの城下町
  - 作詞・安井かずみ、作曲・平尾昌晃、編曲・森岡賢一郎
  - 1枚目のシングル。